# Directísimo
Directísimo fue un programa de TV, emitido en la temporada 1975-1976 por La Primera Cadena de Televisión Española. Estaba presentado por José María Íñigo y la realización corría a cargo de Fernando Navarrete. Se emitía los sábados a las 10 de la  noche.
Su primera emisión fue el sábado 12 de abril de 1975, en sustitución de ¡Señoras y Señores! que había terminado el sábado anterior. Su último programa fue 19 de junio de 1976, siendo sustituido en las noches de los sábados por el programa Palmarés.

## Formato
Similar al de su predecesor Estudio abierto, en el programa (que debe su nombre a la circunstancia de que se emitía en riguroso directo) se combinaban entrevistas a personajes célebres o curiosos con actuaciones musicales.

## Personajes entrevistados
Entre los personajes que pisaron el plató de Directísimo para someterse a las preguntas de Íñigo figuran: Diana Ross, Ike & Tina Turner, Bud Spencer, Xavier Cugat, Johnny Weissmüller, Aleksandr Solzhenitsyn, Alain Delon, Jacqueline Bisset, el Payaso de La Tele Fofó, Rita Hayworth, Richard Chanfray (autodenominado el Conde de Saint Germain) o Sydne Rome.
Especial mención merece el número de la cuchara del mentalista Uri Geller que causó una enorme repercusión en la España de los años 70.

## Ficha técnica
- Realización: Fernando Navarrete.
- Coordinación: Tomás Zardoya.
- Guiones: Victorino del Pozo, Alejandro Heras Lobato, Jesús Mari de la Calle.
- Dirección: adjunto dirección Francisco Íñigo
- Ayudante de producción:: Mariano Mayoral Navas

## Premios
José María Íñigo recibió el premio TP de Oro al mejor presentador por su labor al frente del programa.